# Марксовский район
Ма́рксовский райо́н — административно-территориальная единица (район) и муниципальное образование (муниципальный район) в Саратовской области России.
Административный центр — город Маркс.

## География
Это один из приволжских районов Левобережья. Расположен в бассейне рек Большой и Малый Караман. Район безлесный, кроме Волжской поймы и её многочисленных островов. По его территории проходит сеть оросительных каналов.
Протяжённость автодорог общего пользования с твёрдым покрытием — 342,8 км.

## История
8 населённых пунктов района по желанию Барона де Кано, который стремился построить колонии по швейцарскому образцу, получили швейцарские названия Швейцарии: Волково (Шафгаузен), Георгиевка (Гларус), Воротаевка (Беттингер), Васильевка (Базель), Зоркино (Цюрих), Михайловка (Люцерн), Золотовка (Золотурн), Подлесное (Унтервальден); поэтому деление колоний оформилось по швейцарскому кантональному образцу — на кантоны.
Образован 7 сентября 1941 года как Марксштадтский район в составе Саратовской области в результате ликвидации АССР немцев Поволжья и преобразования из Марксштадтского кантона.
В мае 1942 года город Марксштадт переименован в Маркс, а район — в Марксовский.
В 1956 году в состав района вошла северная часть расформированного Красноярского района.
В 1959 году после упразднения Подлесновского района он почти весь (за исключением его северо-восточной части) вошёл в состав Марксовского района.
12 января 1965 года город Маркс отнесен к категории городов областного подчинения.

## Население
| 1989    | 2002    | 2009    | 2010    | 2011    | 2012    | 2013    |
| ------- | ------- | ------- | ------- | ------- | ------- | ------- |
| 62 932  | ↗67 065 | ↘66 434 | ↘65 250 | ↘65 163 | ↘64 845 | ↘64 435 |
| 2014    | 2015    | 2016    | 2017    | 2018    | 2019    | 2020    |
| ↘64 033 | ↘64 003 | ↘63 871 | ↘63 563 | ↘62 995 | ↘62 124 | ↘61 176 |
| 2021    |         |         |         |         |         |         |
| ↘58 938 |         |         |         |         |         |         |

### Урбанизация
В городских условиях (город Маркс) проживают  48,78 % населения района.

### Национальный состав
Район выделяется наибольшей долей немецкого населения в области, в районе создана национально-культурная автономия российских немцев Поволжья, существует 7 центров немецкой культуры.

## Муниципальное устройство
В Марксовский муниципальный район входят 7 муниципальных образований, в том числе 1 городское поселение и 6 сельских поселений:
| №        | Муниципальное образование               | Административный центр | Количество населённых пунктов | Население | Площадь, км2 |
| -------- | --------------------------------------- | ---------------------- | ----------------------------- | --------- | ------------ |
| 1e-06    | Городское поселение:                    |                        |                               |           |              |
| 1        | муниципальное образование город Маркс   | город Маркс            | 1                             | ↘28 749   | 0,00         |
| 1.000002 | Сельские поселения:                     |                        |                               |           |              |
| 2        | Зоркинское муниципальное образование    | село Зоркино           | 12                            | ↗5013     | 547,60       |
| 3        | Кировское муниципальное образование     | село Кировское         | 7                             | ↘3644     | 603,50       |
| 4        | Липовское муниципальное образование     | село Липовка           | 10                            | ↘2827     | 713,50       |
| 5        | Осиновское муниципальное образование    | посёлок Осиновский     | 7                             | ↘3917     | 369,11       |
| 6        | Подлесновское муниципальное образование | село Подлесное         | 11                            | ↗8031     | 285,20       |
| 7        | Приволжское муниципальное образование   | село Приволжское       | 10                            | ↘6757     | 374,90       |

В рамках организации местного самоуправления в 2005 году в новообразованном муниципальном районе были созданы 1 городское и 6 сельских поселений.

## Населённые пункты
В Марксовском районе 58 населённых пунктов.
| №  | Населённый пункт       | Тип     | Население | Муниципальное образование |
| -- | ---------------------- | ------- | --------- | ------------------------- |
| 1  | Александровка          | село    | ↗247      | Подлесновское             |
| 2  | Андреевка              | село    | ↘212      | Приволжское               |
| 3  | Баскатовка             | село    | ↘932      | Подлесновское             |
| 4  | Берёзовка              | село    | ↗950      | Осиновское                |
| 5  | Бобово                 | село    | ↗311      | Липовское                 |
| 6  | Бобровка               | село    | ↗372      | Приволжское               |
| 7  | Бородаевка             | село    | ↗1012     | Осиновское                |
| 8  | Буерак                 | село    | ↘94       | Подлесновское             |
| 9  | Васильевка             | село    | ↗311      | Зоркинское                |
| 10 | Водопьяновка           | посёлок | ↘602      | Кировское                 |
| 11 | Вознесенка             | село    | ↗438      | Липовское                 |
| 12 | Волково                | село    | ↘119      | Зоркинское                |
| 13 | Воротаевка             | село    | ↘230      | Зоркинское                |
| 14 | Восток                 | посёлок | 23        | Приволжское               |
| 15 | Георгиевка             | село    | ↗573      | Зоркинское                |
| 16 | Заря                   | село    | ↘283      | Липовское                 |
| 17 | Звезда                 | посёлок | 3         | Подлесновское             |
| 18 | Звонарёвка             | село    | ↗1548     | Приволжское               |
| 19 | Золотовка              | село    | ↘275      | Зоркинское                |
| 20 | Зоркино                | село    | ↗726      | Зоркинское                |
| 21 | Ильичевка              | село    | 6         | Липовское                 |
| 22 | Калининское            | село    | ↘987      | Кировское                 |
| 23 | Каменка                | село    | ↗1100     | Осиновское                |
| 24 | Караман                | село    | ↘832      | Подлесновское             |
| 25 | Кировское              | село    | ↘782      | Кировское                 |
| 26 | Колос                  | посёлок | ↗1243     | Зоркинское                |
| 27 | Красная Звезда         | село    | ↘100      | Липовское                 |
| 28 | Красная Поляна         | село    | ↘211      | Приволжское               |
| 29 | Кривовское             | посёлок | 6         | Подлесновское             |
| 30 | Липовка                | село    | ↘1122     | Липовское                 |
| 31 | Луговское              | село    | ↘0        | Приволжское               |
| 32 | Маркс                  | город   | ↘28 749   | город Маркс               |
| 33 | Михайловка             | село    | ↗898      | Зоркинское                |
| 34 | Новая Жизнь            | село    | 3         | Зоркинское                |
| 35 | Новосельское           | село    | 4         | Осиновское                |
| 36 | Орловское              | село    | ↗1441     | Подлесновское             |
| 37 | Осиновский             | посёлок | ↗1177     | Осиновское                |
| 38 | Павловка               | село    | ↗1697     | Приволжское               |
| 39 | Подлесное              | село    | ↗3780     | Подлесновское             |
| 40 | Полековское            | село    | ↗859      | Кировское                 |
| 41 | Посёлок имени Тельмана | посёлок | ↘419      | Липовское                 |
| 42 | Приволжское            | село    | ↗1411     | Приволжское               |
| 43 | Пугачёвка              | село    | 82        | Кировское                 |
| 44 | Раскатово              | село    | ↗1188     | Приволжское               |
| 45 | Рязановка              | село    | ↗489      | Подлесновское             |
| 46 | Семёновка              | село    | ↘509      | Зоркинское                |
| 47 | Солнечный              | посёлок | 53        | Липовское                 |
| 48 | Сосновка               | село    | ↘708      | Подлесновское             |
| 49 | Степное                | село    | ↘416      | Кировское                 |
| 50 | Сухой                  | посёлок | 12        | Зоркинское                |
| 51 | Филипповка             | село    | ↗174      | Осиновское                |
| 52 | Фурмановка             | село    | ↗278      | Приволжское               |
| 53 | Фурманово              | село    | ↘541      | Кировское                 |
| 54 | Чапаевка               | посёлок | 19        | Осиновское                |
| 55 | Чкаловка               | село    | ↘549      | Липовское                 |
| 56 | Яблоня                 | село    | ↘335      | Липовское                 |
| 57 | Ястребовка             | село    | ↗821      | Зоркинское                |

Упразднённые населённые пункты:
- 1996 год — села Красное, Новая Земля, Будёновка[22]

## Экономика
Район преимущественно сельскохозяйственный, производится зерно, подсолнечник, овощи, бахчевые, животноводческая продукция. Большинство предприятий связано с переработкой сельскохозяйственного сырья и обслуживанием аграрного комплекса. Наиболее крупные - завод по производству растительного масла  ООО «Товарное хозяйство», пивоваренный завод «Марксовский» (с 1954 года) и маслозавод ОАО "Маслодел". Также в Марксе на территории бывшего советского завода "Радон" с 2007 года действует промышленное предприятие ООО «НПФ Моссар», выпускающее электросчётчики, светодиодные светильники и торговое оборудование,

## Ресурсы
В районе имеются небольшие запасы нефти и природного газа. Достаточно обширные запасы строительных глин, минеральных источников.